# Аксёново (Югское сельское поселение)
Аксёново — деревня в Череповецком районе Вологодской области.
Входит в состав Югского сельского поселения (с 1 января 2006 года по 8 апреля 2009 года входила в Мусорское сельское поселение), с точки зрения административно-территориального деления — в Мусорский сельсовет.
Расстояние до районного центра Череповца по автодороге — 56 км, до центра муниципального образования Нового Домозерова по прямой — 26 км. Ближайшие населённые пункты — Мусора, Захарово, Сычево.
По переписи 2002 года население — 112 человек (53 мужчины, 59 женщин). Преобладающая национальность — русские (99 %).